# Entedon albigenu
Entedon albigenu är en stekelart som först beskrevs av Alan Parkhurst Dodd 1915.  Entedon albigenu ingår i släktet Entedon och familjen finglanssteklar. Inga underarter finns listade i Catalogue of Life.